# Laz Alonso
Lázaro Alonso, detto Laz (Washington, 25 marzo 1974), è un attore statunitense.

## Biografia
Alonso è nato a Washington, D.C. da immigrati afro-cubani, dopo aver preso il diploma ha studiato economia alla Howard University ottenendo la laurea con specializzazione in marketing, subito dopo ha iniziando una proficua carriera nel settore bancario lavorando a Wall Street per conto della Merrill Lynch. 
Ha iniziato a lavorare come attore ottenendo ruoli in serie televisive di grande successo come The Unit, Bones, CSI: Miami, NCIS, The Practice e Eyes. Inoltre è comparso in alcuni videoclip dei cantanti Toni Braxton e Aaliyah e ha condotto alcuni programmi televisivi. Attualmente è tra i protagonisti della serie tv The Boys.
La sua carriera cinematografica è stata meno brillante e lo ha portato ad ottenere ruoli da protagonista in piccole produzioni oppure di secondo piano in produzioni maggiori. La prima grande esperienza cinematografica è nella partecipazione al film Constantine con Keanu Reeves, in seguito ottiene ruoli di secondo piano anche in Jarhead con Jake Gyllenhaal e in Fast & Furious - Solo parti originali con Vin Diesel. Il primo ruolo importante è in Avatar di James Cameron, in cui interpreta il condottiero Tsu'tey, coprotagonista della pellicola.

## Filmografia

### Cinema
- 30 Years to Life, regia di Vanessa Middleton (2001)
- Ritorno dal paradiso (Down to Earth), regia di Chris e Paul Weitz (2001)
- Morning Breath, regia di Brin Hill – cortometraggio (2002)
- G, regia di Christopher Scott Cherot (2002)
- All Night Bodega, regia di Felix Olivier (2002)
- Leprechaun 6 - Ritorno nel ghetto (Leprechaun: Back 2 tha Hood), regia di Steven Ayromlooi (2003)
- Hittin' It!, regia di David Daniel (2004)
- All Souls Day (All Souls Day: Diaos Muertos), regia di Jeremy Kasten (2005)
- Constantine, regia di Francis Lawrence (2005)
- The Tenants, regia di Danny Green (2005)
- Flip the Script, regia di Terrah Bennett Smith (2005)
- Issues, regia di Van Elder (2005)
- Jarhead, regia di Sam Mendes (2005)
- The Last Stand, regia di Russ Parr (2006)
- Stepping - Dalla strada al palcoscenico (Stomp the Yard), regia di Sylvain White (2007)
- Captivity, regia di Roland Joffé (2007)
- Bunny Whipped, regia di Rafael Riera (2007)
- Mano, regia di Anthony Nardolillo e Lee Thompson Young – cortometraggio (2007)
- This Christmas - Natale e altri guai (This Christmas), regia di Preston A. Whitmore II (2007)
- Divine Intervention, regia di Van Elder (2007)
- Miracolo a Sant'Anna (Miracle at St. Anna), regia di Spike Lee (2008)
- Down for Life, regia di Alan Jacobs (2009)
- Fast & Furious - Solo parti originali (Fast & Furious), regia di Justin Lin (2009)
- Avatar, regia di James Cameron (2009)
- Straw Dogs, regia di Rod Lurie (2011)
- Jumping the Broom - Amore e altri guai (Jumping the Broom), regia di Salim Akil (2011)
- Battle of the Year - La vittoria è in ballo (Battle of the Year: The Dream Team), regia di Benson Lee (2012)
- Detroit, regia di Kathryn Bigelow (2017)
- Traffik - In trappola (Traffik), regia di Deon Taylor (2018)
- La furia di un uomo - Wrath of Man (Wrath of Man), regia di Guy Ritchie (2021)
- Fountain of Youth - L'eterna giovinezza (Fountain of Youth), regia di Guy Ritchie (2025)

### Televisione
- Disappearing Acts, regia di Gina Prince-Bythewood – film TV (2000)
- NCIS - Unità anticrimine (NCIS) - serie TV, episodio 1x21 (2004)
- I signori della fuga (Breakout Kings) – serie TV, 14 episodi (2011-2012)
- Deception – serie TV, 11 episodi (2013)
- Person of Interest – serie TV, episodi 3x08-3x10 (2013)
- The Mysteries of Laura – serie TV, 38 episodi (2014-2016)
- The Boys – serie TV (2019-in corso)
- CSI: Miami – serie TV, episodio 3x02 (2004)

## Doppiatori italiani
Nelle versioni in italiano delle opere in cui ha recitato, Laz Alonso è stato doppiato da:
- Massimo Bitossi in CSI: Miami, La furia di un uomo - Wrath of Man
- Adriano Giannini in Miracolo a Sant'Anna, Avatar
- Giorgio Borghetti in I signori della fuga, The Mysteries of Laura
- Carlo Scipioni in Stepping - Dalla strada al palcoscenico
- Sergio Lucchetti in Captivity
- Oreste Baldini in Straw Dogs
- Emiliano Coltorti in Jumping the Broom - Amore e altri guai
- Massimo De Ambrosis in Battle of the Year - La vittoria è in ballo
- Enrico Pallini in Person of Interest
- Marco Bassetti in The Boys